# Саларе (Асколи Пичено)
Саларе (итал. Salare) насеље је у Италији у округу Асколи Пичено, региону Марке.
Према процени из 2011. у насељу је живело 21 становника. Насеље се налази на надморској висини од 254 м.